# Monomma basilewskyi basilewskyi
Monomma basilewskyi basilewskyi es una subespecie de coleóptero de la familia Monommatidae.

## Distribución geográfica
Habita en Congo y Ruanda.